# Stephanie Durst
Stephanie Durst (ur. 6 stycznia 1982) – amerykańska lekkoatletka, sprinterka.

## Osiągnięcia
- 2 medale mistrzostw świata juniorów młodszych (Bydgoszcz 1999, sztafeta szwedzka – złoto i sztafeta 4 x 100 m – srebro)

Durst od kilku lat należy do czołówki sprinterek na świecie, jednak z powodu dużej konkurencji w kraju przeważnie nie występuje na najważniejszych międzynarodowych imprezach. W 2006 biegła w sztafecie 4 x 100 m USA podczas pucharu świata, jednak Amerykanki zostały zdyskwalifikowane. Durst odnosi pewne sukcesy w mityngach, ma na swoim koncie zwycięstwo w biegu na 100 metrów na mityngu w Oslo należącego do prestiżowego cyklu Golden League. Wielokrotnie startowała również w Polsce – w 2009 wygrała bieg na 200 metrów na Europejskim Festiwalu Lekkoatletycznym w Bydgoszczy.

## Rekordy życiowe
- bieg na 100 m – 11,09 (2007)
- bieg na 200 m – 22,48 (2002)
- bieg na 300 m – 36,64 (2007)
- bieg na 200 m (hala) – 23,00 (2002)